# Roswa
Roswa (ros. Росва) – wieś (sieło) w Rosji, w obwodzie kałuskim, w okręgu miejskim Kaługi. W 2010 liczyła 1536 mieszkańców.